# Euphyia instipata
Euphyia instipata là một loài bướm đêm trong họ Geometridae.